# عشبة القمل
عُشْبَةُ القَمْل  (الاسم العلمي: Pedicularis)، جنس نباتات معمرة طفيلية ذات جذور خضراء من فصيلة الهالوكية (الجنس سبق وضعه في فصيلة الغدبية).

## الوصف
قُبل ما بين 350 و600 نوع من قِبل مراجع مختلفة، معظمها من المناطق المعتدلة الشمالية الأكثر رطوبة، وكذلك في أمريكا الجنوبية. أعلى تنوع لها في شرق آسيا، مع وجود 352 نوعًا في الصين وحدها.